# Tradiční školství
Tradiční školství je označení pro takové školství, ve kterém se vyučování vyznačuje zaměřením pedagoga na učební osnovy a na obsahy vyučování. Pedagog zastává v tradiční škole dominantní postavení a jeho úlohou je žákům předávat látku systematicky utříděnou do jednoho celku. Hlavní úlohou žáka je pasivně přijímat již hotové poznatky a vědomosti. Tradiční školství v minulosti nejvíce ovlivnily názory Jana Ámose Komenského a Johana Friedricha Herbarta. 

## Tradiční školství v historické perspektivě
J. A. Komenský zavedl hromadné vyučování, které učiteli umožňuje věnovat se všem žákům ve školní třídě a vyučovat je všechny současně. Kromě toho přišel také s myšlenkou, že výuka by měla být přizpůsobena věku žáků. J. F. Herbart společně se svými stoupenci prosadil teorii tzv. „formálních stupňů vyučování“. Tato teorie vedla k prosazení memorování, pamětního učení a pasivity žáka ve vyučování.

## Tradiční školy
Tradiční škola představuje určitý vzor (standard), má pevně daná pravidla a orientuje se především na učivo. Hlavním cílem tradiční školy je, aby si žáci osvojili co nejvíce nových poznatků. V tradičních školách převažuje metoda výkladu, kdy učitel žákům předává již hotové poznatky a vědomosti. Žáci si tyto vědomosti osvojují přímo z učitelova výkladu, nebo z učebních materiálů. Žáci jsou rozděleni do tříd, kde sedí v lavicích, které jsou většinou uspořádané v řadách čelem k učiteli. Prostředí školní třídy umožňuje žákům navazovat a rozvíjet sociální vztahy, osvojovat si sociální dovednosti, naučit se respektovat ostatní a dodržovat stanovený řád.

## Společné znaky tradičních škol
Výuka je rozdělena do stejně dlouhých vyučovacích hodin, které jsou odděleny přestávkami. Nejvyšší počet žáků ve třídě je legislativně stanoven na 30. Výuka je realizována formou hromadného vyučování, kdy se učitel věnuje všem žákům najednou a všechny najednou je vyučuje. Pro výuku je typická frontální výuka, při které je většina vyučovací hodiny věnována výkladu učitele. Výuka je direktivní – je řízena prostřednictvím příkazů učitele. Výuka je zaměřena převážně na kognitivní procesy. Hlavním cílem výuky je, aby si žáci osvojili co největší množství nových vědomostí. V tradiční škole se žáci učí většinu učiva nazpaměť. Tradiční školy pracují s vnější motivací (klasifikace, tresty). Komunikace během výuky je jednostranná, probíhá většinou pouze mezi učitelem a žákem, vzájemná komunikace mezi žáky je většinou nežádoucí.

## Učitel v tradiční škole
Učitel v tradiční škole s žáky pracuje na základě určitého plánu a v přesně stanoveném čase. Pedagog se soustředí především na učební osnovy a obsah vyučování. Potřeby či schopnosti žáků jsou upozaděny. Výklad učitele zabírá většinou největší část vyučovací hodiny. Všichni žáci pracují najednou – pracují společně, ale bez vzájemné spolupráce. Učitel řídí a kontroluje žákovské aktivity, má dominantní postavení. Kromě toho pedagog seznamuje žáky s novým učivem, vytváří podmínky, motivuje žáky a určuje činnosti vedoucí k osvojení nového učiva. Komunikace probíhá především od učitele k žákovi, opačným směrem probíhá komunikace pouze zřídka. Pedagog z velké části pracuje najednou s celou třídou, pokud je to třeba může pracovat i individuálně s jednotlivci (např. doučování v rámci konzultačních hodin, …). Díky uspořádání lavic v rámci frontální výuky by měl mít učitel během vyučovací hodiny přehled o všech žácích najednou. Jednou z kompetencí učitele je stanovování dílčích cílů. Tyto dílčí cíle napomáhají k naplnění cílů dlouhodobějšího charakteru.